# Грозино (Вологодская область)
Грозино — деревня в Бабушкинском районе Вологодской области.
Входит в состав Миньковского сельского поселения, с точки зрения административно-территориального деления — в Миньковский сельсовет.
Расстояние по автодороге до районного центра села имени Бабушкина — 26 км, до центра муниципального образования Миньково — 2 км. Ближайшие населённые пункты — Льнозавод, Демьянцево, Миньково.
По переписи 2002 года население — 39 человек (20 мужчин, 19 женщин). Преобладающая национальность — русские (97 %).
В деревне Грозино родился Иван Васильевич Бабкин (1914—1961) — участник Великой Отечественной войны, командир орудия 328-го гвардейского истребительно-противотанкового артиллерийского полка 9-й гвардейской истребительно-противотанковой артиллерийской бригады 47-й армии Воронежского фронта, Герой Советского Союза. Дом, в котором он жил, является памятником архитектуры.